# Frappé

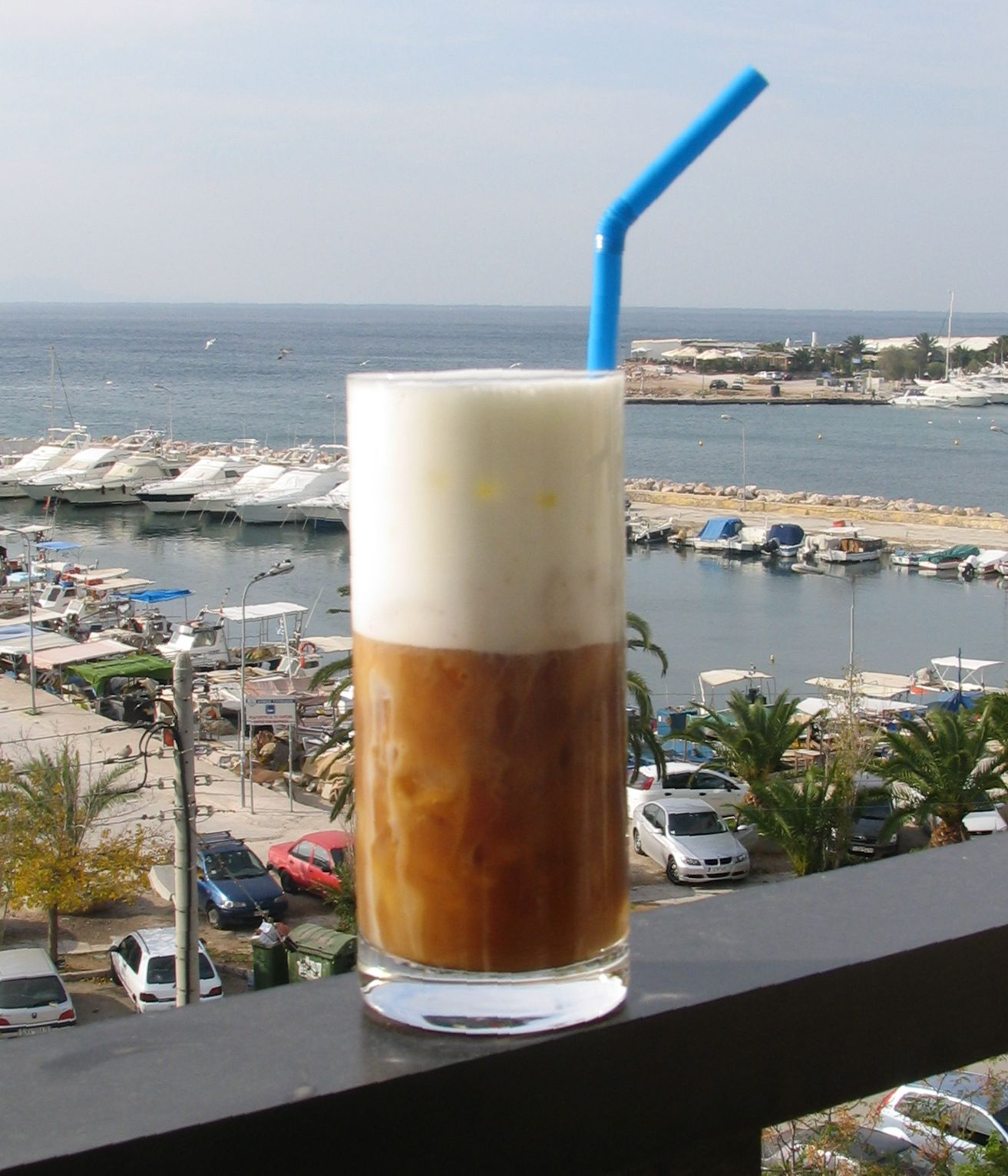
Frappé

Frappé (řecky φραπές – frapés) je studená káva s hustou pěnou oblíbená v Řecku a na Kypru. Na výrobu se používá instantní káva, nejlépe sušená tzv. sprayováním.

## Historie
Název frappé pochází z francouzštiny, kde označuje nápoje chlazené ledem. Řecká verze frappé, využívající instantní kávu, byla vynalezena v roce 1957 na mezinárodním veletrhu v Soluni. Zástupce společnosti Nestlé Yannis Dritsas tu vystavoval novinku pro děti, čokoládový nápoj vyrobený smícháním čokoládového prášku s mlékem a protřepáním v šejkru. Dritsasův zaměstnanec Dimitris Vakondios si během přestávky chtěl připravit svou obvyklou instantní kávu, ale nemohl najít horkou vodu. Smíchal tedy instantní kávu se studenou vodou a kostkami ledu v šejkru. Tímto náhodným experimentem vzniklo frappé, nápoj populární především v Řecku, odkud se později rozšířil do dalších zemí světa.

## Příprava
Frappé lze vyrobit pomocí koktejlového šejkru, případně pomocí elektrického napěňovače mléka nebo stroje na mléčné koktejly. Nejprve se instantní káva, cukr (volitelně) a menší množství vody protřepou nebo smíchají, dokud se nevytvoří hustá pěna. Vše se nalije do servírovací sklenice (nejlépe vyšší, případně nahoře širší, o objemu cca 0,25 l). Přidají se kostky ledu a studená voda, případně k dochucení také mléko.
Nápoj se téměř vždy podává s brčkem, protože hustá pěna, která se tvoří nahoře, je někdy považována za nepříjemně hořkou.